# Tietjen campt
Tietjen campt ist eine Fernsehsendung im Programm des Norddeutschen Rundfunks. Gast- und Namensgeberin der Sendung ist die Moderatorin Bettina Tietjen.

## Handlung
In jeder Folge der Sendung empfängt Tietjen einen prominenten Gast in ihrem eigenen zum Wohnmobil umgebauten Kleintransporter und lädt diesen zu einem Camping-Ausflug mit Übernachtung ein. Neben den Gesprächen zwischen Tietjen und dem Gast ist auch die gemeinsame Erkundung der Umgebung Gegenstand der Sendung. Als Schlafmöglichkeit wird dem Gast in der Regel die Übernachtung in einem Zelt, in einem zweiten Wohnmobil oder im Hotel angeboten.

## Episodenliste
| Folge                | Erstausstrahlung | Gast                                                                                         | Ort                       |
| Staffel 1            | Staffel 1        | Staffel 1                                                                                    | Staffel 1                 |
| -------------------- | ---------------- | -------------------------------------------------------------------------------------------- | ------------------------- |
| 01                   | 25. Sep. 2020    | Matthias Matschke                                                                            | Schweriner See            |
| 02                   | 2. Okt. 2020     | ChrisTine Urspruch                                                                           | Stover Strand             |
| 03                   | 9. Okt. 2020     | Jürgen von der Lippe                                                                         | Burger Binnensee          |
| Staffel 2            |                  |                                                                                              |                           |
| 04                   | 6. Aug. 2021     | Elena Uhlig                                                                                  | Bauernhof in der Südheide |
| 05                   | 13. Aug. 2021    | Yared Dibaba                                                                                 | Insel Poel                |
| 06                   | 20. Aug. 2021    | Mirja Boes                                                                                   | Büsum                     |
| 07                   | 17. Sep. 2021    | Hinnerk Schönemann                                                                           | Elde-Müritz-Wasserstraße  |
| 08                   | 24. Sep. 2021    | Guildo Horn                                                                                  | Plöner See                |
| 09                   | 1. Okt. 2021     | Angelina Kirsch                                                                              | Lüneburger Heide          |
| Staffel 3            |                  |                                                                                              |                           |
| 10                   | 26. Aug. 2022    | Wigald Boning                                                                                | Müritz                    |
| 11                   | 2. Sep. 2022     | Margot Käßmann                                                                               | Salemer See               |
| 12                   | 9. Sep. 2022     | Michel Abdollahi                                                                             | Oste                      |
| 13                   | 16. Sep. 2022    | Aki Bosse                                                                                    | Oberharz                  |
| 14                   | 23. Sep. 2022    | Aminata Belli                                                                                | Ostsee                    |
| 15                   | 30. Sep. 2022    | Ina Müller                                                                                   | Sylt                      |
| Staffel 4 – Roadtrip |                  |                                                                                              |                           |
| 16                   | 15. Sep. 2023    | Abdelkarim, Patricia Kelly, Laura Larsson, Mathias Mester, Elena Uhlig, Jürgen von der Lippe | Ostsee                    |
| 17                   | 22. Sep. 2023    | Abdelkarim, Patricia Kelly, Laura Larsson, Mathias Mester, Elena Uhlig, Jürgen von der Lippe | Lüneburger Heide          |
| 18                   | 29. Sep. 2023    | Abdelkarim, Patricia Kelly, Laura Larsson, Mathias Mester, Elena Uhlig, Jürgen von der Lippe | Münsterland               |
| 19                   | 6. Okt. 2023     | Abdelkarim, Patricia Kelly, Laura Larsson, Mathias Mester, Elena Uhlig, Jürgen von der Lippe | Rheinland                 |
| 20                   | 13. Okt. 2023    | Abdelkarim, Patricia Kelly, Laura Larsson, Mathias Mester, Elena Uhlig, Jürgen von der Lippe | Allgäu                    |
| 21                   | 20. Okt. 2023    | Abdelkarim, Patricia Kelly, Laura Larsson, Mathias Mester, Elena Uhlig, Jürgen von der Lippe | Schwangau                 |
| Staffel 5 – Roadtrip |                  |                                                                                              |                           |
| 22                   | 6. Sep. 2024     | Lucy Diakovska, Gisa Flake, Ingolf Lück, Oliver Mommsen, Lukas „Cossu“ Staier, Lola Weippert | Bodensee                  |
| 23                   | 13. Sep. 2024    | Lucy Diakovska, Gisa Flake, Ingolf Lück, Oliver Mommsen, Lukas „Cossu“ Staier, Lola Weippert | Arlbergpass               |
| 24                   | 20. Sep. 2024    | Lucy Diakovska, Gisa Flake, Ingolf Lück, Oliver Mommsen, Lukas „Cossu“ Staier, Lola Weippert | Südtirol                  |
| 25                   | 27. Sep. 2024    | Lucy Diakovska, Gisa Flake, Ingolf Lück, Oliver Mommsen, Lukas „Cossu“ Staier, Lola Weippert | Dolomiten                 |
| 26                   | 4. Okt. 2024     | Lucy Diakovska, Gisa Flake, Ingolf Lück, Oliver Mommsen, Lukas „Cossu“ Staier, Lola Weippert | Trentino                  |
| 27                   | 11. Okt. 2024    | Lucy Diakovska, Gisa Flake, Ingolf Lück, Oliver Mommsen, Lukas „Cossu“ Staier, Lola Weippert | Gardasee                  |